# Полли, Лу
Луис Америко Полли (англ. Louis Americo Polli, 9 июля 1901, Бавено, королевство Италия — 19 декабря 2000, Берлин, Вермонт, США) — американский бейсболист итальянского происхождения, питчер. Один из лучших игроков в истории младших лиг. Первый уроженец Италии, сыгравший в Главной лиге бейсбола.

## Биография
Луис Полли родился 9 июля 1901 года в Бавено, городе на западном берегу Лаго-Маджоре в Альпах. Он был младшим из семи детей в семье. Вскоре после рождения все они переехали в Барре в штате Вермонт, где глава семьи Баттиста устроился на работу каменотёсом. Барре часто ошибочно указывается как место рождения Луиса. Своё второе имя «Америко» он получил уже после эмиграции, оно было популярным среди приезжающих в США итальянцев.
Вслед за братьями Полли начал играть в бейсбол и вскоре привык соперничать с мальчишками, которые были старше него. Время от времени его брали в городскую команду, которая ездила играть в Уильямстаун. Во время учёбы в школе имени Сполдинга Лу также выполнял обязанности тренера бейсбольной команды. Окончив её, он поступил в семинарию Годдарда, ныне колледж, расположенную в Плейнфилде в Вермонте. Во время учёбы там Полли получил травму ноги, играя в футбол, и некоторое время ходил на костылях. Тогда к нему приклеилось прозвище «Крип» (от англ. Cripple, калека). Под ним Лу был известен в течение всей дальнейшей карьеры.
В выпускной год Полли стал известен на всю страну, когда в одной из игр за десять иннингов сделал двадцать восемь страйкаутов. Его приглашали к себе разные колледжи, но он скрывал это от родителей, мечтая о бейсбольной карьере. В 1922 году он женился на Мэри Кэтрин Смит, представительнице крупной шотландской общины Барре. Молодожёны поселились в Нижнем Гранитвилле, где Лу устроился на работу в карьер. По выходным он играл за команду «Барре-Монпелье» в независимой Лиге Грин-Маунтин, где был одним из лучших питчеров. В 1925 и 1926 годах Полли играл в Бостоне, получая по сто долларов за матч. Некоторые историки бейсбола связывают отсутствие внимания к нему со стороны профессиональных команд со скандальным делом Сакко и Ванцетти. Сам Лу в интервью незадолго до смерти опроверг эту точку зрения, сказав, что в те годы ему проще было содержать семью, работая в карьере и играя по выходным, нежели подписав контракт с командой из младшей лиги.
Профессиональную спортивную карьеру Полли начал в 1927 году, когда, по рекомендации Бена Хаузера, контракт с ним подписали «Нью-Йорк Янкис». Впечатление на скаута произвёл арсенал подач питчера: кервбол, синкер, наклбол и фастбол скоростью до 90 миль в час. Первой его командой стал фарм-клуб «Гаррисберг Сенаторз», игравший в Лиге Нью-Йорка и Пенсильвании. В дебютном сезоне Лу стал лучшим питчером лиги по числу побед и сделанных страйкаутов. Следующие два года он провёл в составе «Сент-Пол Сэйнтс» из Американской ассоциации. Весной 1930 года он впервые принял участие в предсезонных сборах с основным составом «Янкис». Позднее Полли вспоминал, что на одно место в команде претендовало двадцать шесть питчеров. В конце концов, тренеры выбирали между ним и молодым Лефти Гомесом, предпочтя последнего.
Сезон 1930 года Полли отыграл в составе «Луисвилл Колонелс». Команда тогда выиграла чемпионат Американской Ассоциации, но для него это был худший сезон в карьере. Лу закончил его с пропускаемостью 5,82, а «Янкис» приняли решение о его отчислении. Следующий год он провёл в «Милуоки Брюэрс». После удачного выступления его пригласили в «Сент-Луис Браунс».
Его дебют в Главной лиге бейсбола состоялся 18 апреля 1932 года. Полли сыграл один иннинг в матче с «Детройтом», пропустив два хита и уок. Лу стал первым уроженцем Италии, сыгравшим за одну из команд МЛБ. Он провёл в команде весь сезон, но в общей сложности провёл на поле лишь семь иннингов в пяти играх, выходя на замену. В 1933 году Лу сам попросил отправить его обратно в Милуоки и отыграл за «Брюэрс» три следующих сезона. В 1936 и 1937 года он выступал в составе «Монреаль Роялс».
Ещё пять лет Полли провёл в командах из южных городов: Чаттануги, Мемфиса и Джэксонвилла. В сезоне 1944 года он был лучшим по пропускаемости питчером Международной лиги, выступая за «Джерси-Сити Джайентс», и получил приглашение в «Нью-Йорк Джайентс». В Главную лигу бейсбола Лу вернулся в возрасте 44 лёт. Он провёл за «Джайентс» девятнадцать игр с пропускаемостью 4,54 и потерпел два поражения. В 1945 году Полли вернулся в «Джерси-Сити», где и завершил свою карьеру. Всего в младших лигах он провёл двадцать два сезона, одержав за это время 263 победы при 226 поражениях. Свой последний матч Лу Полли сыграл против «Ньюарк Беарс». На поле он вышел несмотря на известие о том, что его дочь Мэри, долгое время болевшая туберкулёзом, находится в очень тяжёлом состоянии. «Джайентс» выиграли со счётом 11:0, а Полли сделал свой третий ноу-хиттер.
Лето 1946 года Лу провёл в Галифаксе, тренируя местную полупрофессиональную команду. Затем он вернулся в Барре, где служил констеблем и сборщиком налогов. На пенсию он вышел в 1981 году. Время Полли проводил за игрой в гольф, боулинг, бильярд и бридж, преуспев во всём. В 1997 году он сломал бедро, после чего переехал в дом престарелых Вудридж. Там же Лу Полли умер 19 декабря 2000 года.